# Pinzieren
Das Pinzieren (auch: Entspitzen) von frz. pincer „abzwicken“, ist eine Technik im Gartenbau. Dabei werden eine oder mehrere Triebspitzen einer Pflanze entfernt. Es bewirkt die vermehrte Bildung neuer Seitentriebe und Blütenknospen, wodurch eine Beschränkung des Höhenwachstums zugunsten einer buschigeren, kompakteren Krone erzielt wird. Ein weiterer Effekt ist je nach Art eine Verzögerung der Blütenbildung an den beschnittenen Trieben, was, durch zeitversetztes Blühen, eine Verlängerung der Gesamtblütezeit zur Folge haben kann oder eine Förderung der Blütenbildung oder des Fruchtansatzes.
Das Pinzieren ist eine Sommerbehandlung, die traditionell im Obstbau sowie bei Kübel-, Topf- und Beetpflanzen, insbesondere auch bei Bonsais, zur Anwendung kommt. Der genaue Zeitpunkt und Umfang des Beschnitts sind dabei unterschiedlich und von der jeweiligen Pflanzenart abhängig. Zu unterscheiden ist das Pinzieren vom Stutzen (dem Rückschnitt bis ins Holz).